# 浅間神社 (さいたま市中央区)
浅間神社（せんげんじんじゃ）は、埼玉県さいたま市中央区の神社。なお、同じ境内に八王子神社があるが、本社・摂末社の関係ではなく独立しており、宗教法人も別である。

## 歴史
創建年代は不明である。ただ江戸時代後期に隆盛を極めた富士信仰（浅間信仰）に基づく神社であることから、その頃に創建されたものと推測される。
八王子神社と同様に「東覚院」が別当寺であった。東覚院は修験道本山派の寺院であったが、明治初期の神仏分離により、廃寺に追い込まれた。

## 交通アクセス
- 北与野駅または与野本町駅より徒歩22分。